# سيباستيان ليندهولم
سيباستيان ليندهولم (بالفنلندية: Sebastian Lindholm) مواليد 30 يناير 1961، هو سائق راليات فنلندي بدأ مسيرته في سنة 1985. كان أول رالي له هو رالي فنلندا 1984. شارك في بطولة العالم للراليات.

## فرق مثلها
- شركة فورد
- بيجو

## روابط خارجية
- سيباستيان ليندهولم على موقع Rallye-info.com (الإنجليزية)
- سيباستيان ليندهولم على موقع eWRC-results.com (الإنجليزية)